# Bukovje, Dravograd
Bukovje je naselje v Občini Dravograd v severni Sloveniji, ustanovljeno leta 2004 iz dela naselja Otiški Vrh.
Bukovje je znano po razvalini gradu Pukštajn  in poznejšem baročnem dvorcu, zgrajenem v njegovi neposredni bližini . 